# Джоуи Белладонна
Джоуи Белладонна (англ. Joey Belladonna; род. 13 октября 1960 года, Осуиго, штат Нью-Йорк, США) — американский вокалист, наиболее известный своим участием в группе Anthrax. Помимо этого, он также является барабанщиком кавер-группы Chief Big Way. Известен своим диким, энергичным сценическим поведением и теноровым вокальным диапазоном.

## Ранние годы
Джозеф родился 13 октября 1960 года в Нью-Йорке. Со стороны отца у него итальянские корни, а от матери ему досталась часть крови коренных американцев, проживающих на территории современной Канады.

## Bible Black
В 1983 году Джозеф, все еще используя свою настоящую фамилию Беллардини, присоединился к Bible Black, основанной бывшими участниками Elf и Rainbow Крейгом Грубером и Гэри Дрисколом, а также будущим гитаристом Blue Cheer Эндрю Макдональдом.
Предшественниками Беллардини были Джефф Фенхольт, известный в участии в рок-опере Иисус супер-звезда в роли Иисуса, а также недолгим участием в Black Sabbath и Joshua; Фенхольта заменил Луис Марулло (он же Эрик Адамс), будущий участник Manowar. Вскоре Джозеф и заменил Марулло.
Вместе с Беллардини группа записала и выпустила песни «Deceiver» и «Midnight Dance». Несмотря на это, Bible Black так и не смогли выпустить ни одного альбома.

## Anthrax
27 декабря 1984 года Беллардини присоединился к Anthrax, заменив Мэтта Фэллона.
В тот момент Джозеф взял псевдоним Джоуи Белладонна. Выступал в Anthrax до 1992 год и считается участником классического состава группы (остальными были Дэн Спитц, Скотт Иэн, Фрэнк Белло и Чарли Бенанте), объединившегося и гастролировавшего в 2005 и 2006 годах.
Голос Белладонны прозвучал на пяти студийных альбомах группы и нескольких синглах, проданных тиражом более 8 миллионов копий по всему миру. Пока он выступал с 'Anthrax', группа три раза номинировалась на музыкальную премию 'Грэмми' (Grammy Award), а сам он два года подряд признавался 'номером один в жанре метал' по версии журнала 'Metal Forces'.
10 мая 2010 года официально было объявлено о возвращении Белладонны в группу. Несколько позже он участвовал в концерте «Большой Четвёрки» (кроме них также входили Megadeth, Metallica и Slayer), после чего группа приступила к записи нового альбома Worship Music. В настоящее время Джоуи всё ещё выступает с Anthrax.

## Belladonna
После ухода из 'Anthrax' Джоуи Белладонна продолжал заниматься музыкой в своей собственной группе под названием 'Belladonna', которая на самом деле больше походила на сольный проект, чем на группу, поскольку Джоуи — единственный постоянный участник команды в окружении часто меняющихся музыкантов.
В середине 90-х 'Belladonna' выпустила свой первый одноимённый альбом, который получил хорошие отзывы и от критиков, и от поклонников.
Второй альбом, 'Spells of Fear', вышел в 1998 году и подвергся жесткой критике за скверное продюсирование и музыкальную неряшливость.
Третий альбом, или, скорее, его демозапись под лаконичным названием '03', который так никогда и не был записан в настоящей профессиональной студии, был самостоятельно выпущен Белладонной в 2003 году.
Это был возврат к лучшему в его песнях и музыке, и он был хорошо воспринят поклонниками. В 2004-м вышел ещё один независимый демоальбом 'Artifacts I'.

## Дискография

### Сольные альбомы
| Название       | Дата выпуска | Лейбл       | Примечание |
| -------------- | ------------ | ----------- | --- |
| Belladonna     | 1995         | Mausoleum   | Участвовали: Дарин Скотт — гитара, Джон Гамильтон — бас-гитара и Скотт Шротер — ударные. Джо Эндрюс был указан бас-гитаристом, но в записи не участвовал.     |
| Spells of Fear | 1998         | USG Records | Участвовали: Питер Шейтхауэр — гитара, Флэйш — бас-гитара и Стет Хоулэнд — ударные.                                                                           |
| 03             | 2003         | независимо  | В соавторстве с Мэттом Зубером на гитаре и бас-гитаре mattZuber.com. Сам Белладонна играл на барабанах.                                                       |
| Artifacts I    | 2004         | независимо  | Участвовали: Пол Крук — гитара, Пол Моцци — бас-гитара и Джефф Тортора — ударные. Демоверсии песен были записаны в 1995 года, некоторые песни так и не вышли. |

### с Anthrax
| Название              | Дата выпуска     | Лейбл           | Позиция в чартах | Продажи в США |
| --------------------- | ---------------- | --------------- | ---------------- | ------------- |
| Spreading the Disease | 30 октября 1985  | Island          | 113              |               |
| Among the Living      | 22 марта 1987    | Island          | 62               | Золотой       |
| State of Euphoria     | 18 сентября 1988 | Island          | 30               | Золотой       |
| Persistence of Time   | 21 августа 1990  | Island          | 24               | Золотой       |
| Worship Music         | 12 сентября 2011 | Megaforce       |                  |               |
| For All Kings         | 26 февраля 2016  | Nuclear Assault |                  |               |

### EP
- Armed and Dangerous (1985)
- I’m the Man (1987) (включая живые записи)
- Penikufesin (1989) (выпущен только в Европе, собрание репетиций State of Euphoria)
- Attack of the Killer B’s (1991) (проморелиз с живыми треками)

### Сборники
- Fistful of Anthrax (1987) (вышел только в Японии)
- Attack of the Killer B’s (1991) (сборник живых концертов, раритетов и ранее не изданного материала)
- Moshers: 1986-1991 (1998)
- Return of the Killer A’s (1999)
- Madhouse - The Very Best of Anthrax (2001)
- The Collection (2002)
- Universal Masters Collection (2002)
- Anthrology: No Hit Wonders (1985-1991) (2005)

### Концертные записи
- The Island Years (1994) (концерты 1991 и 1992 годов)
- Alive 2 (2005)

### VHS/DVD
- US Speed Metal Attack (1986) (общее видео с Agent Steel и Overkill, записано 21 мая 1986 года в Германии)
- Oidivnikufesin (1987)
- Through Time (P.O.V.) (1990)
- Live Noize (1991) (записано в туре Persistence of Time)
- White Noise: The Videos (1994) (вышел только в Japan, полное собрание видео Sound of White Noise)
- Attack Of The Killer A’s (1999) (включая концертные записи с тура Persistence of Time)
- Rock Legends (2004)
- Anthrax Anthralogy: The DVD (2005) (с концертными записями)
- Alive 2 (2005) (DVD версия)

### Синглы
| Год  | Название                           | Позиция в чартах | Позиция в чартах | Позиция в чартах   | Позиция в чартах | Альбом                   |
| Год  | Название                           | US Hot 100       | US Modern Rock   | US Mainstream Rock | UK               | Альбом                   |
| ---- | ---------------------------------- | ---------------- | ---------------- | ------------------ | ---------------- | ------------------------ |
| 1987 | «I’m the Man»                      | -                | -                | -                  | 118              | I’m the Man              |
| 1987 | «I Am the Law»                     | -                | -                | -                  | 87               | Among the Living         |
| 1987 | «Indians»                          | -                | -                | -                  | 25               | Among the Living         |
| 1988 | «Make Me Laugh»                    | -                | -                | -                  | 98               | State of Euphoria        |
| 1989 | «Anti-Social»                      | -                | -                | -                  | 1                | State of Euphoria        |
| 1990 | «Got the Time»                     | -                | -                | -                  | 22               | Persistence of Time      |
| 1990 | «In My World»                      | -                | -                | -                  | 99               | Persistence of Time      |
| 1991 | «Bring the Noise» (с Public Enemy) | -                | -                | -                  | 5                | Attack of the Killer B’s |